# Lalandia
Лаландия (Lalandia) — название двух парков отдыха с водными аттракционами, расположенных в Рёдби и Биллунне, Дания.
Название парков происходит от латинского названия острова Лолланн.
Парк в Рёдби был открыт в 1988 году. Помимо большого водно-развлекательного комплекса Aquadome в парке есть площадки для боулинга, мини-гольфа, теннисные корты, крытый ледовый каток и др. В 200 метрах от парка расположен пляж.
24 апреля 2009 года был открыт второй парк Lalandia, в Биллунне. Здесь находится крупнейший в Скандинавии водный аттракцион Aquadome площадью 10 тыс. м².
На территории обоих парков имеются коттеджи, которые можно арендовать для отдыха.